# Atelopus lozanoi
Atelopus lozanoi е вид жаба от семейство Крастави жаби (Bufonidae). Видът е критично застрашен от изчезване.

## Разпространение
Разпространен е в Колумбия.

## Описание
Популацията на вида е намаляваща.